# José Manuel Isla
José Manuel Isla Hevia (Melipilla, 2 de octubre de 1916 - Santiago, 17 de octubre de 1971) fue un abogado y político demócratacristiano chileno. Se desempeñó como diputado por Rancagua, Caupolicán y San Vicente en dos periodos (1957-1961 y 1965-1969), fue vicepresidente de la Cámara de Diputados entre 1965 y 1967, y fue senador por O'Higgins y Colchagua entre 1969 y 1970. 

## Biografía
Hijo de Pedro Isla y Teresa Hevia Alfaro. Casado con María Estela Godoy Silva.
Realizó su educación primaria en el Colegio San Ignacio de Santiago (1925-1929) y el Instituto O'Higgins de Rancagua, y sus estudios secundarios en el Liceo de San Fernando. Posteriormente ingresó a la Universidad de Chile y a la Pontificia Universidad Católica de Chile, donde se graduó de abogado en 1945, con una tesis titulada "Bases para una Futura Legislación de Crédito Agrícola".
Luego de su titulación, trabajó como funcionario del Comisariato General de Subsistencias y Precios —antecedente del SERNAC— y fue Fiscal del Servicio Médico Nacional de Empleados Públicos (1951-1952).

## Carrera política
Inició sus actividades políticas al integrarse a la Falange Nacional durante su época universitaria representándola como dirigente del Centro de Derecho y ante la Federación de Estudiantes de Chile. Después, en 1945, ocupó el cargo de secretario general. Más adelante, se inscribió dentro del Partido Demócrata Cristiano, en 1957.
Fue elegido diputado por Rancagua, Caupolicán y San Vicente en las elecciones parlamentarias de 1957, para el periodo 1957-1961, en el cual figuró en la comisión de Defensa Nacional, Gobierno Interior y Relaciones Exteriores. Fue reelecto para el periodo 1965-1969, en el cual integró las comisiones de Vías y Obras públicas, Educación Pública y Minería e Industria. Fue vicepresidente de la Cámara de Diputados entre el 25 de mayo de 1965 y el 31 de enero de 1967, mientras Hugo Ballesteros Reyes, también demócratacristiano, era presidente. 
Entre las mociones promovidas por José Manuel Isla en la Cámara de Diputados, que se convirtieron en leyes, están la Ley N.° 13.954, sobre contratación de empréstito para la Municipalidad de Pichidegua y la Ley N.° 13.330, relativo a contratación de empréstito para la Municipalidad de Malloa. También fue delegado de Chile en viajes oficiales a China, para una reunión en Pekín con la Asociación Panamericana Nikkei (APN), en 1965, y a la IV Asamblea Ordinaria del Parlamento Latinoamericano, celebrado en Bogotá, Colombia (1969).
Fue elegido senador por las provincias de O'Higgins y Colchagua para el periodo 1969-1977, donde figuró en la comisión permanente de Trabajo y Previsión Social. El 9 de febrero de 1970 sufrió un grave accidente automovilístico en la esquina de Pedro de Valdivia Norte y la Costanera en Santiago, que lo dejó con secuelas físicas y finalmente falleció producto de una bronconeumonía el 17 de octubre de 1971; la elección complementaria realizada el 16 de enero de 1972 eligió como su reemplazante a Rafael Moreno Rojas (PDC).